# Torneo ATP de Amberes 2019
El European Open 2019 fue un torneo de tenis perteneciente al ATP Tour 2019 en la categoría ATP World Tour 250. El torneo tuvo lugar en la ciudad de Amberes (Bélgica) desde el 14 hasta el 20 de octubre de 2019 sobre canchas duras.

## Distribución de puntos
| Modalidad            | Campeón | Finalista | Semifinales | Cuartos de final | 2ª ronda | 1ª ronda | Clasificados | 2ª ronda de clasificación | 1ª ronda de clasificación |
| Individual masculino | 250     | 165       | 100         | 50               | 25       | 0        | 13           | 7                         | 0                         |
| Dobles masculino     | 250     | 150       | 90          | 45               | 20       | 0        | -            | -                         | -                         |

## Cabezas de serie

### Individuales masculino
| Tenista            | Ranking | Preclasificado |
| Gaël Monfils       | 11      | 1              |
| David Goffin       | 14      | 2              |
| Diego Schwartzman  | 16      | 3              |
| Stan Wawrinka      | 20      | 4              |
| Guido Pella        | 21      | 5              |
| Jo-Wilfried Tsonga | 35      | 6              |
| Jan-Lennard Struff | 38      | 7              |
| Pablo Cuevas       | 48      | 8              |

- Ranking del 7 de octubre de 2019.[2]

### Dobles masculino
| Tenistas                    | Ranking | Preclasificados |
| Kevin Krawietz Andreas Mies | 26      | 1               |
| Rajeev Ram Joe Salisbury    | 45      | 2               |
| Oliver Marach Jürgen Melzer | 53      | 3               |
| Sander Gillé Joran Vliegen  | 83      | 4               |

## Campeones

### Individual masculino
Andy Murray venció a  Stan Wawrinka por 3-6, 6-4, 6-4

### Dobles masculino
Kevin Krawietz /  Andreas Mies vencieron a  Rajeev Ram /  Joe Salisbury por 7-6(7-1), 6-3